# Industrie- und Handelskammer Worms
Die Industrie- und Handelskammer Worms (bis 1902: Handelskammer Worms, Abkürzung: IHK Worms) war von 1842 bis 1943 eine Industrie- und Handelskammer mit Sitz in Worms.

## Geschichte
Die Großherzoglich hessische Handelskammer Worms wurde 1841 gegründet. Die anfangs fünf Mitglieder der Kammer wurden unter der Leitung des Kreisrates durch die zehn bedeutendsten Kaufleute oder Fabrikbesitzer gewählt. Jährlich schieden zwei durch Los bestimmte Mitglieder aus und es fanden für diese Neuwahlen statt, wobei die bisherigen Mitglieder wiedergewählt werden konnten. 1868 stieg die Zahl der Mitglieder auf sieben, 1872 auf neun.
Das Großherzoglich Hessische Handelskammergesetz von 1871 wurde am 17. November 1871 von Großherzog Ludwig III unterzeichnet. Wahlberechtigt waren nun alle Unternehmer, die im Handelsregister eingetragen waren und zu den ersten vier Klassen der Gewerbesteuer gehörten. Nun wurden die Mitglieder auf drei Jahre gewählt. Jedes Jahr schied ein Drittel aus.
Im Jahr 1900 wurde der Kammerbezirk auf den Landkreis Worms ausgeweitet. Ursprünglich hatte die Regierung des Großherzogtums Hessen geplant, der Kammer auch den Landkreis Oppenheim zuzuordnen. Letztlich kam dieser aber zur Mainzer Kammer. Die IHK Worms war eine der kleinsten Kammern in Deutschland. 1925 stand die IHK Worms mit 972 beitragspflichtigen Mitgliedern auf Platz 115 der 117 IHKs in Deutschland.
1902 erhielt die Kammer mit der Novelle des Handelskammergesetzes den Namen Industrie- und Handelskammer.
In der Zeit des Nationalsozialismus endete die Selbstverwaltung der Wirtschaft. Nun wurde der Kammerpräsident (nun Vorsitzender) ernannt und dieser bestimmte gemäß dem Führerprinzip die Mitglieder der Kammer. Mit der IHK-Verordnung von 1934 endete die Verantwortung der Länder für die Kammergesetzgebung und die IHKs wurden reichseinheitlich geregelt. Sie waren nun Teil der Lenkung der Wirtschaft im Nationalsozialismus. 1943 wurde die IHK Worms aufgelöst und zusammen mit der Handwerkskammer in die „Gauwirtschaftskammer Rhein-Main“ überführt, an deren Spitze Hermann Gamer stand.
Die französische Militärregierung gestattete keine Neubildung einer IHK in Worms und verordnete 1946 den Zusammenschluss der IHK Worms, der IHK Bingen und der IHK Mainz zur Industrie- und Handelskammer für Rheinhessen.
In Worms besteht seither eine Außenstelle der Industrie- und Handelskammer für Rheinhessen im historischen IHK-Gebäude.

## Gebäude
Die Kammer hatte ihren Sitz bis 1899 im Gebäude 'Im Kaufhaus 8', dann nach kurzem Intermezzo in der Rheinstraße 55 und der Goethestraße 31 von 1906 bis 1917/18 in der Renzstraße 30 bzw. 32 und ab 1918 (bis heute) im Gebäude Festhausstraße (heute Rathenaustraße) 20.

## Persönlichkeiten

### Präsidenten

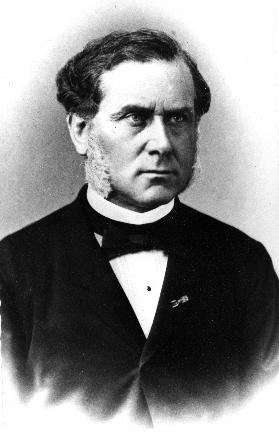
Leonhard Heyl

- Bürgermeister Georg Friedrich Renz 1842
- Gg. Renz 1844
- Ph. Quentell 1847
- 1848 bis 1854 nicht besetzt
- Gg. Renz 1854
- Johann August Schoen (1821–September 1856)[4], 1855
- Leonhard Heyl, von 1856 bis 1876 Präsident der Handelskammer
- Jean Baptist Doerr, von 1876 bis 1892 Präsident der Handelskammer
- Cornelius Wilhelm Karl von Heyl zu Herrnsheim, 1893 bis 1895 Präsident der Handelskammer
- W.J.D. Valckenberg 1896
- Moritz Baruch, von 1896 bis 1912 Präsident, ab 1924 Ehrenpräsident der Handelskammer
- Wilhelm Kölsch 1912–1916
- Heinrich Rudolf Hüttenbach 1917
- H.A. Becker 1917
- Fritz Doerr 1918–1933[5]

### Andere
- Bernhard Schroeder, von 1861 bis 1866 Sekretär der Handelskammer

### Veröffentlichungen der Kammer
- Jahresbericht 1867